# Cilengkrang (Wado)
Cilengkrang is een bestuurslaag in het regentschap Sumedang van de provincie West-Java, Indonesië. Cilengkrang telt 5093 inwoners (volkstelling 2010).